# Иван Ценов (математик)
Вижте пояснителната страница за други личности с името Иван Ценов.
Иван Ценов Ангелов (1883 – 1967) е международно известен български математик, член на Българската академия на науките. Роден е на 2 (15) януари 1883 г. във Враца. Починал на 19 септември 1967 г. в София. На негово име е кръстена Природо-математическата гимназия във Враца.

## Ранни години
Баща му Цено Ангелов е бил един от най-дейните участници в революционния таен комитет във Враца. Работил е под ръководството на Стоян Заимов, а след Освобождението е бил един от първите кметове на града.
Още от шестата си година малкият Иван тръгва на училище. През учебната 1899-1900 г. завършва Врачанското окpъжно шесткласно училище и става учител за една година в с. Нефела, Врачанска околия.
През 1903 г. завършва Софийската мъжка гимназия. От 1904 г. е студент по математика в Софийския университет, където учи пет семестъра. Заради участие в публична демонстрация срещу цар Фердинанд е изключен от университета. Принуден е да замине за Белград, където учи шести семестър през 1906-1907 г. През 1907-1908 г. Иван Ценов е студент в Загреб, след което се завръща в България и завършва с отличие специалност математика.

## Академична дейност
След дипломирането си учителства в Първа Софийска мъжка гимназия, като работи и като нередовен асистент по математика в Софийския университет. Недълго след това става и редовен асистент.
В периода 1911-1912 г. специализира в Париж. През 1914 г. е избран за редовен доцент по аналитична механика на мястото на Спиридон Ганев. По-късно става извънреден професор (1919), а от 1922 г. до 1951 г. е и редовен професор и ръководител на катедрата по аналитична механика в Софийския университет. Ръководи катедрата по обща и приложна математика (1953–1958). Чете курса по аналитична механика (1914–1958). В периодите 1925-1926 г. и 1929-1930 г. е декан на Физико-математическия факултет на Софийския университет.
През 1925 г. проф. Иван Ценов става дописен член на Българската академия на науките, а от 16.11.1928 г. е избран за действителен член. Избран е за секретар на Природо-математическия клон на Българската академия на науките (1933 – 1934) и за негов председател (1944 – 1947).
Проф. Ценов е първият преподавател по техническа механика в Държавната политехника в София.

## Научни изследвания
Основните му научни работи са в областта на аналитичната динамика. Той разработва вариационните принципи на механиката и техните приложения върху перкусиите, движението на велосипеда и др.
Изследва холономните системи, при които връзките в системата могат да се изразят чрез краен брой уравнения между координатите на точките на системата и времето. Основните уравнения, получени от проф. Ценов, са за нехолономни системи, при които връзките в системата се представят чрез уравнения, които съдържат освен координатите на точките на системата и времето, още и производните на тези координати спрямо времето. Предложените от него нови уравнения за движението на нехолономни системи са известни в литературата като първи уравнения на Ценов.
Проф. Иван Ценов е участвал и докладвал свои научни приноси на много международни форуми: конгреса по приложна механика (1924 г. Холандия), конгресите в Стокхолм (1928 г.), Париж (1931 г.), пети конгрес на славянските математици (1924 г. Прага) и други.

## Награди
- Орден Свети Александър IV степен (1922)
- Орден Свети Александър III степен (1928)
- Орден „За гражданска заслуга“ (1934)
- Орден Кирил и Методий I степен (1951)
- Димитровска награда I степен (1951)
- Орден Народна република България I степен (1958)
- Орден Народна република България I степен (1959)
- Орден Народна република България I степен (1963)
- Почетно звание „Народен деятел на науката“ (1965)

## Публикации
- Приложение уравненията на P. Appell за релативното движение, София, Печатница П. Глушков, 1911
- Движение на твърдо тежко връщателно хомогенно тяло. Случай на Лагранж и Поасон, София, печ. П. Глушков, 1913, 53 стр.
- Приложение уравненията на P. Appell за релативното движение, Годишник на СУ ФМФ, т. 8-9, 1911-1912 и 1912-1913, София, Придворна печатница, 1914, с. 1-59
- Върху теорията за движението на велосипеда, Списание на БАН, г. 9, кн. 19, 1920, София, Държавна печатница, с. 123-217
- Няколко забележки върху общите уравнения на движението на нехолономни материални системи, София, 1927, 19 стр.
- Върху общите уравнения на движението на нехолономни материални системи, София, 1927, 16 стр.
- Върху принципа на Hamilton, приспособен за нехолономни материални системи, София, 1927, 20 стр.
- Канонична форма на уравненията на движението на нехолономни материални системи, София, 1927, 7 стр.